# Haitz
Haitz ist neben Hailer, Höchst, Meerholz und Roth einer der Stadtteile der Kreisstadt Gelnhausen im südosthessischen Main-Kinzig-Kreis. Mit etwa 1000 Einwohnern ist der östlich des Stadtzentrums gelegene Ort, der flächenmäßig der Größte ist, bevölkerungsmäßig aber der kleinste Stadtteil Gelnhausens. 

## Geographie

### Geografische Lage
Haitz liegt nördlich des Naturparks Spessart im Kinzigtal, auf der rechten, nördlichen Flussseite und am südlichen Rande des Vogelsbergs. Durch den Ort schlängelt sich der rechts in die Kinzig mündende Würgebach.

### Nachbarorte
Nachbarorte sind – von Norden aus im Uhrzeiger Neuwirtheim/Wirtheim ein Ortsteil der Gemeinde Biebergemünd und Höchst (Gelnhausen), danach zwei weitere Ortsteile der Gemeinde Biebergemünd: Kassel und Lanzingen. Es folgen drei Ortsteile von Linsengericht: Eidengesäß, Geislitz und Altenhaßlau, die Kernstadt Gelnhausen und schließlich Breitenborn ein Ortsteil von Gründau.
| Breitenborn | Büdinger Wald                               | Wirtheim                      |
| Gelnhausen  | Kompassrose, die auf Nachbargemeinden zeigt | Höchst, Kassel (Biebergemünd) |
| Altenhaßlau | Geislitz, Eidengesäß                        | Lanzingen                     |

## Geschichte

### Vorgeschichte
Ein Zeugnis früher Besiedlung der Gegend ist das Haitzer Hügelgrab aus der Jungsteinzeit vor 3500 bis 4000 Jahren. „Ein weltweit bekannter Fund stellt die Haitzer Nadel dar, die im Museum der Stadt Gelnhausen aufbewahrt ist“. Ähnliche Funde sind für viele umliegende Ortschaften, wie Wirtheim, Kassel, Bad Orb, Hesseldorf und andere bekannt.

### Mittelalter
Die älteste bekannte schriftliche Erwähnung von Haitz erfolgte im Jahr 1173 in einer Urkunde des Klosters Selbold unter dem Namen Hegezes, als es um Abgrenzungen der Besitzungen zwischen dem Kloster Selbold und dem Kloster Meerholz ging. Verwalter des Dorfes waren zunächst die Herren Forstmeister von Gelnhausen. „Der Zehnt wurde an das Kloster Selbold abgeliefert, welches Haitz wiederum an das Kloster Meerholz abtrat“. Ab 1424 gehörte Haitz den Herren von Ysenburg-Büdingen. „Kirchlich war Haitz über Gettenbach an die Bergkirche angebunden“. Dorthin führte, durch den Wald und über Hügel, über lange Zeit hinweg auch der Totenweg.

#### Ortsname
Der Ortsname „wurde bislang von „Hetz“ (Hundemeute) abgeleitet, da auch bekannt war, dass in dem Dorf ein Stützpunkt für die kaiserlichen Hetzjagden untergebracht war“.
Die nach Nennung von Hegezes erfolgten, weiteren Erwähnungen sind (unter den Ortsnamen in Klammern das Jahr der Erwähnung): Heycz, Haitzs (1236), Hetz (1363) und Haisze (1390), bis zur Etablierung der heutigen Namensform in der Neuzeit.

### Neuzeit
Im Dreißigjährigen Krieg wurde Haitz zerstört und danach wiederbesiedelt. „Einen eigenen Friedhof erhielt das Dorf erst 1837, das erste Schulgebäude entstand 1842“. Die evangelische Dankeskirche wurde 1908/09 errichtet.

### Gebietsreform
Am 1. Juli 1970 wurde die bis dahin selbständige Gemeinde Haitz im Zuge der Gebietsreform in Hessen auf freiwilliger Basis als Stadtteil in die Stadt Gelnhausen eingegliedert.
Für Haitz wurde, wie für alle Stadtteile und die Kernstadt von Gelnhausen, ein Ortsbezirk mit Ortsbeirat und Ortsvorsteher nach der Hessischen Gemeindeordnung eingerichtet.

### Einwohnerentwicklung
Einwohnerzahlen
- 1424: Zu Beginn der Ysenburger Herrschaft 360 Einwohner,
- um 1600: 12 Ackersleute, 14 Einzlinge, zwei Beisassen, eine Witwe[1],
- 1618–1648: Im Dreißigjährigen Krieg Zerstörung, danach Neubesiedlung,
- 1939: 92 Häuser und 452 Einwohner.

| Haitz: Einwohnerzahlen von 1834 bis 2019 | Haitz: Einwohnerzahlen von 1834 bis 2019 | Haitz: Einwohnerzahlen von 1834 bis 2019 | Haitz: Einwohnerzahlen von 1834 bis 2019 | Haitz: Einwohnerzahlen von 1834 bis 2019 |
| --- | ---------------------------------------- | ---------------------------------------- | ---------------------------------------- | ---------------------------------------- |
| Jahr |                                          |                                          |                                          | Einwohner                                |
| 1834 | 1834                                     |                                          | 342                                      | 342                                      |
| 1840 | 1840                                     |                                          | 322                                      | 322                                      |
| 1846 | 1846                                     |                                          | 336                                      | 336                                      |
| 1852 | 1852                                     |                                          | 392                                      | 392                                      |
| 1858 | 1858                                     |                                          | 346                                      | 346                                      |
| 1864 | 1864                                     |                                          | 348                                      | 348                                      |
| 1871 | 1871                                     |                                          | 304                                      | 304                                      |
| 1875 | 1875                                     |                                          | 335                                      | 335                                      |
| 1885 | 1885                                     |                                          | 370                                      | 370                                      |
| 1895 | 1895                                     |                                          | 412                                      | 412                                      |
| 1905 | 1905                                     |                                          | 468                                      | 468                                      |
| 1910 | 1910                                     |                                          | 483                                      | 483                                      |
| 1925 | 1925                                     |                                          | 446                                      | 446                                      |
| 1939 | 1939                                     |                                          | 452                                      | 452                                      |
| 1946 | 1946                                     |                                          | 556                                      | 556                                      |
| 1950 | 1950                                     |                                          | 614                                      | 614                                      |
| 1956 | 1956                                     |                                          | 614                                      | 614                                      |
| 1961 | 1961                                     |                                          | 604                                      | 604                                      |
| 1967 | 1967                                     |                                          | 683                                      | 683                                      |
| 1970 | 1970                                     |                                          | 723                                      | 723                                      |
| 1980 | 1980                                     |                                          | ?                                        | ?                                        |
| 1990 | 1990                                     |                                          | ?                                        | ?                                        |
| 2000 | 2000                                     |                                          | ?                                        | ?                                        |
| 2007 | 2007                                     |                                          | 1.023                                    | 1.023                                    |
| 2011 | 2011                                     |                                          | 993                                      | 993                                      |
| 2014 | 2014                                     |                                          | 957                                      | 957                                      |
| 2019 | 2019                                     |                                          | 1.008                                    | 1.008                                    |
| Datenquelle: Historisches Gemeindeverzeichnis für Hessen: Die Bevölkerung der Gemeinden 1834 bis 1967. Wiesbaden: Hessisches Statistisches Landesamt, 1968. Weitere Quellen: ; Gemeinde Gelnhausen:; Zensus 2011 |                                          |                                          |                                          |                                          |

Religionszugehörigkeit
 Quelle: Historisches Ortslexikon
| • 1885: | 296 evangelische (= 82,68 %), 62 katholische (= 17,32 %), 5 jüdische (= 0,75 %) Einwohner |
| • 1961: | 460 evangelische (= 76,16 %), 135 katholische (= 22,35 %) Einwohner                       |

## Politik

### Ortsbezirke
Für Haitz ist ebenso, wie für alle anderen Stadtteile Gelnhausens ein Ortsbezirk mit Ortsbeirat und Ortsvorsteher nach der Hessischen Gemeindeordnung eingerichtet worden. Der Ortsbeirat besteht aus fünf Mitgliedern (3 SPD, 2 CDU); Ortsvorsteher ist: Jörg Hanselmann (SPD).

## Infrastruktur und Wirtschaft

### Verkehrsanbindung

#### Straße
Durch den Ort führt die Landesstraße L3201, die mit Gelnhausen im Westen sowie Wirtheim und Wächtersbach im Osten verbindet. Es besteht unmittelbarer Anschluss an die Bundesautobahn 66 Frankfurt am Main–Fulda.

#### Bahn
Der Bahnhof Haitz-Höchst bietet einen Anschluss an die stündlich verkehrende Linie RB 51, vom Bahnhof Wächtersbach nach Frankfurt (Main) Hauptbahnhof.

### Freiwillige Feuerwehr Haitz
Wie alle Stadtteile Gelnhausens verfügt Haitz über einen eigenen Stützpunkt der Feuerwehr. Die Freiwillige Feuerwehr Haitz wurde 1882 gegründet. 1971 kam eine Jugendwehr hinzu, 2008 wurde die Kinderfeuerwehr gegründet.
Aktuell beträgt die Personalstärke der Einsatzabteilung 33 Personen, die der Jugendfeuerwehr 13 Personen, die Kindergruppe zählt nochmals 13 Personen.
Die Einsatz- und Gefahrenschwerpunkte sind:
- Die Bahntrasse Frankfurt-Fulda
- Ein großes Waldgebiet
- Ein Einkaufszentrum

## Kultur und Sehenswürdigkeiten

### Bildung

#### Grundschulen
Die nächste Schule ist die Igels-Grundschule Höchst. Daneben gibt es in der Kernstadt die Montessori-Grundschule und als eine weitere Schule in freier Trägerschaft gibt es die Freiraumschule in Gelnhausen.

#### Weiterführende Schulen
Haitz ist, wie alle anderen Ortsteile auch, mit Buslinien an das Schulzentrum in der Kernstadt Gelnhausen angebunden. Dort stehen weiterführende Schulen aller Art zur Verfügung, die mit dem Grimmelshausen-Gymnasium Gelnhausen bis zum gymnasialen Abschluss hin führen.

### Bauwerke
An die Neubesiedlung von Haitz nach dem Dreißigjährigen Krieg erinnern vierzehn im 17. und 18. Jahrhundert errichtete und gut erhaltene Bauernhöfe. Sie sind heute als Kulturdenkmale ausgewiesen.

### Kirche

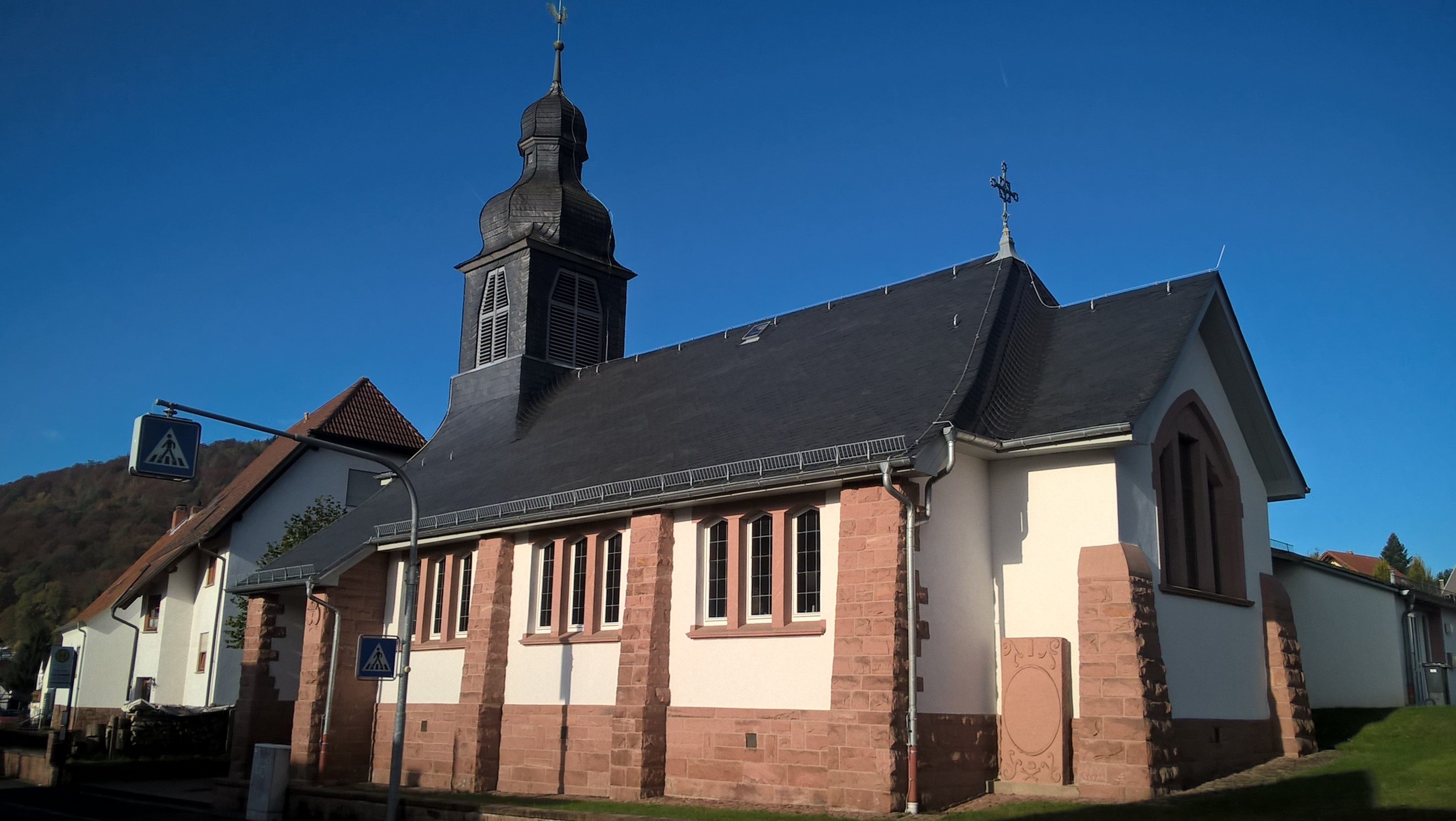
Blick von Osten auf die Dankeskirche

Die evangelische Dankeskirche wurde von 1908 bis 1909 im Jugendstil nach Plänen des Frankfurter Architekturbüro Zöllner und Hallenstein errichtet. Das zentrale Chorfenster zeigt Christus als Sämann und stammt aus der Frankfurter Werkstatt Linnemann. Die barocke Kanzel stammt aus der Schlosskirche in Meerholz. Die Orgel wurde von der Gelnhäuser Firma Bernhard Schmidt erbaut.

### Vereine
Haitz verfügt über eine Reihe von Vereinen, unter ihnen:
- Tennisclub 1987 Haitz e. V.
- TSC Kinzigtal Gelnhausen e. V.
- SG Haitz 1908 e. V.
- Oldtimerclub
- Dartclub

Neben den örtlichen Vereinen in Haitz, gibt es eine Reihe von gesamt-städtischen Vereinen in Gelnhausen.

## Trivia
Die Bewohner von Haitz werden von ihren Nachbarn gern „die Kerscht“, oder die „Haatzer Keerscht“ genannt. Der Name geht auf die „Karst“, eine zweizinkige Erdhacke zurück, die hier beim Anbau von Kartoffeln eingesetzt wurde. Sie war ein unverzichtbares Werkzeug, weil Haitz aus steinigen und zum Teil auch steilen Äckern bestand und sehr viele Bewohner Kartoffeln anpflanzten, um in der kargen Landschaft nicht hungern zu müssen.